# Septimus Rameau
Septimus Rameau (né le 19 septembre 1826 aux Cayes - 15 avril 1876 à Port-au-Prince), est un homme politique haïtien, neveu de Michel Domingue, président de la République entre 1874 et 1876. Chef du Parti national, Rameau est nommé à la tête du gouvernement de Domingue avec le titre de vice-président. Réputé pour son côté autoritaire et son caractère dominateur, il met en place une politique d'austérité contre ses opposants ce qui provoque une révolte qui cause la chute du président Domingue, le 15 avril 1876, et l'assassinat de Rameau.

## Biographie

### Famille et carrière politique
Fils unique de Jean Rameau et de Anne-Claire Strattman, Septimus Rameau est, par sa mère, le neveu de Pauline Strattman, l'épouse du général Michel Domingue. Non marié, il est le père de deux fils : Bossuet et Sévérius Rameau. 
En 1862, il se fait élire député, sous la dictature de Fabre Geffrard, puis réélire après l'adoption de la Constitution républicaine de 1867. Soutenu politiquement par son oncle Domingue, il est nommé au ministère des Finances le 27 avril 1871 par le président Nissage Saget.

### À la tête du gouvernement
Élu en 1874, Domingue, qui était avant tout un soldat, n'avait ni le poids ni le tact d'un homme d'État. Il a donc considéré qu'il était plus approprié de nommer, pour gérer des fonctions publiques, Septimus Rameau, qu'il nomme par décret du 10 septembre 1874, vice-président du Conseil des Secrétaires d'État. Rameau exerce alors une influence sérieuse sur la présidence. Il devient le véritable chef d'État de facto, laissant le titre à son oncle. La Constitution, qui fut adoptée le 6 août 1874, ne porte pas la signature du président Domingue mais de son vice-président, Rameau gouverne alors le pays d'une main de fer. 
Rameau, esprit très cultivé, était d'une vanité si grande qu'il n'avait foi qu'en lui seul. Inaccessible aux plus sages conseils, il ne put dominer une époque où tant de passions s'agitaient. Il semblait avoir un programme politique ; mais quand on vit cet homme, ce chef des nationaux et des dissidents à la Chambre des députés en 1873, s'affubler comme Hérard Dumesle, des insignes du militarisme le plus baroque, on douta de sa sincérité. Deux idées hantaient, depuis longtemps, son esprit : création d'une Banque d'État, construction d'un Panthéon à la gloire des héros de l'indépendance. Idées excellentes, mais qui ne pouvaient seules, constituer un programme de gouvernement.

### Assassinat
Les opposants politiques du vice-président Rameau se manifestèrent contre cette politique d'austérité financière. Les trois chefs de l'opposition : Pierre Théoma Boisrond-Canal, Brismard Brice et Pierre Momplaisir, se liguèrent contre le gouvernement. Pour faire taire l'opposition, Rameau fait assassiner les généraux Brice et Momplaisir. Également menacé, Boisrond-Canal se réfugie au consulat américain. Mais cela déclenche une véritable insurrection contre le gouvernement. Même si Rameau tente de rétablir l'ordre, il finit assassiné en pleine rue de Port-au-Prince le 15 avril 1876, en tentant de se réfugier à l'ambassade de France pour échapper aux insurgés. Quant au président Domingue, il trouve refuge à l'ambassade mais il est blessé au bras. Menacé de destitué et d'arrestation par les opposants libéraux, il rédige sa lettre de démission et part en exil en Jamaïque.